# 高等法院 (フランス)

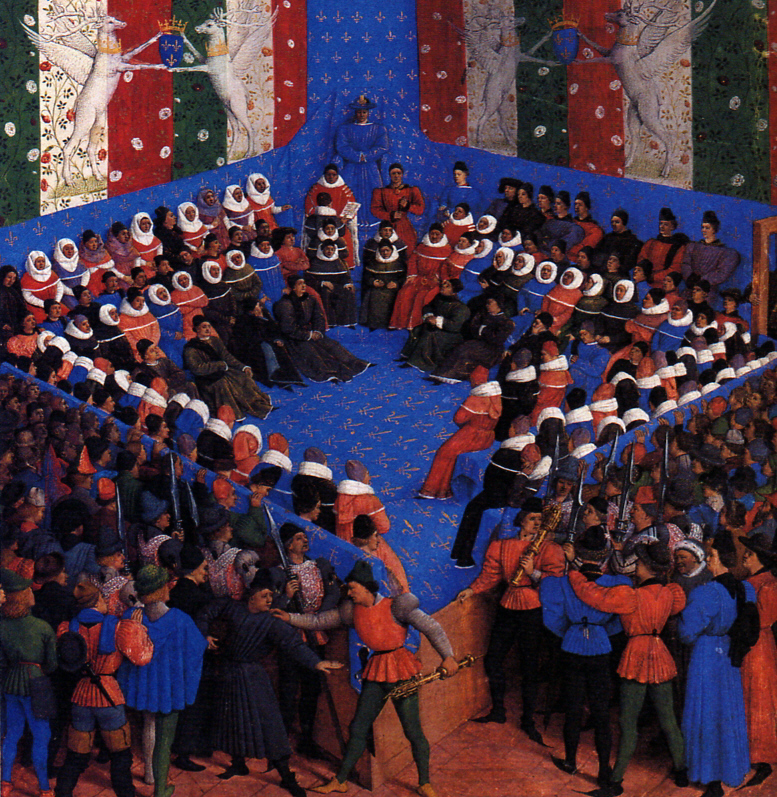
パリ高等法院におけるシャルル7世の親裁座

高等法院（こうとうほういん、仏: Parlement, [pärləmäN] 発音例）はアンシャン・レジーム期のフランスの最高司法機関である。パルルマンまたは評定法院とも日本語訳される。なお、Parlementは語源的には「話し合いの場」を意味するもので、現代では「議会」を意味するが（英語のparliamentと同様）、フランスの高等法院は裁判所であって立法機関（議会）ではない。
高等法院は売官制により官職を購入した法服貴族により構成されていた。通常の司法権限だけでなく、勅令や法令の登記や国王に建言する立法的行政的権限も有しており、貴族階級の特権を擁護する彼らはしばしば王権と対立した。その対立の最たるものがルイ14世の治世初期に起こったフロンドの乱である。ブルボン朝末期には、彼らと国王との対立がフランス革命の契機の一つとなった。革命が起こると高等法院は1790年に廃止された。

## 歴史と概要
中世のフランスにおいては国王を取り巻く王会が王国内の全ての事項を取り扱っていた。13世紀、王権の拡大に伴い王会は政務を扱う国務会議、財政を扱う会計監査院、そして司法を扱う高等法院の三つの機関に分割された。当初はパリ高等法院だけであり、シテ島にある中世の宮殿内に建てられ、この場所は現在のパレ・ド・ジュスティス（パリ裁判所）である。
14世紀まではパリ高等法院が王国全域を管轄していたが、百年戦争の混乱が続く1443年にシャルル7世がラングドック地方に独自の高等法院を認め、トゥールーズ高等法院が設置された。これが最初の地方高等法院で、その管轄権は南フランスのほとんどの地域に及んでいる。1443年からフランス革命までに他の地方でも幾つかの高等法院が設立されている。アンシャン・レジーム終焉までに地方高等法院が設立された地方は（北から）アラス、メス、ナンシー、コルマール、ディジョン、ブザンソン、グルノーブル、エクス、ペルピニャン、トゥールーズ、ポー、ボルドー、ルーアンである。これらは歴史的に独立性が強い地域の行政首都に置かれた。パリ高等法院は北部と中部のほとんどを占める最も広い管轄地域を有しており、単に「高等法院」と呼ばれた。
これらの法院の官職は通常は国王から購入し、そしてこの身分は国王ポーレット税を支払うことによって世襲ができ、法服貴族と呼ばれた。国王によって強固に統一されているのではなく司法制度、税制そして慣習において多様であったフランスにおいて彼らは強力な分権勢力となっていた。幾つかの地域では地方三部会が継続して開催され、ある種の自治による立法と管轄地域における徴税を執行していた。
通常の司法機能以外に全ての高等法院は勅令の発効や慣習法を実施するための規定布告を出すことができ、それ故、彼らは基本法や地方慣習に反すると判断したならばその勅令の登記を拒否することもできる勅法登記権と、国王に助言を述べる建言権を有していた。
司法官たちの見解では高等法院の役割には立法過程に積極的に参加することが含まれるとし、このことが彼らとアンシャン・レジーム期の絶対王権の進展との紛争の増大をもたらすことになり、16世紀には国王が親裁座に就き勅命の登記を強いるようになった。
高等法院はガリカニスム（フランス教会自立主義）を擁護して教皇に対する王権の優越を支持した。ユグノー戦争の時には高等法院は教皇の権力を強化するトリエント公会議の教会改革のフランスへの導入に反対した。内戦の終わりにはアンリ4世は各地の高等法院の忠誠を獲得している。
勅法登記権と建言権をもって高等法院（特にパリ高等法院）は、しばしば王権と対立した。その最たるものがフロンドの乱（1648年～1652年）である。パリ高等法院はイングランド議会と同様の王国内の財務に関する権限を要求した。イングランド議会を構成する二院のうちの庶民院は選挙で選出された議員によって構成されるが、高等法院は世襲官僚によって構成されている。
1673年、ルイ14世は勅令の登記に際して高等法院による如何なる批評も禁じた。これにより、彼の治世では高等法院は建言権を封じられてしまった。ルイ14世が死去すると、パリ高等法院は王の遺言を廃棄してオルレアン公の摂政就任を支持する代わりに建言権を取り戻している。
1750年、高等法院は全身分に対する課税を含む王権強化の改革を妨害した。このため、ルイ15世は高等法院の権限を削減する決意をする。1771年、大法官モープーはパリ高等法院と地方高等法院を廃止して、権限を六つの機関に分割する司法改革を断行した。だが、次のルイ16世は「高等法院なしに国王はない」とのモールパ伯の進言により、1774年に高等法院を復活させる誤りを犯してしまう。そして、ルイ16世は常に高等法院の抵抗に遭い妥協を強いられるようになった。高等法院はフランス革命前の1780年代の政治的動揺に重要な役割を果たしている。高等法院は貴族特権を守るために国王に抵抗していたのだが、国王の「専制」に反対する「民衆の父」として多くの人々から支持された。あらゆる改革に抵抗することによって、彼らは革命を準備したことになる。だが、高等法院は革命の最初の犠牲者となった。1790年、国民議会の決定により世襲の司法官たちは選挙により選出された新たな司法官に替えられ、高等法院は解体された。

## 地方高等法院
| アンシャン・レジーム期のフランス各州の高等法院と最高評定院。 数字は設立年。 | アンシャン・レジーム期のフランス各州の高等法院と最高評定院。 数字は設立年。 | アンシャン・レジーム期のフランス各州の高等法院と最高評定院。 数字は設立年。 |
| --- | --------------------------------------------------------------------------- | --------------------------------------------------------------------------- |
| - 1. イル＝ド＝フランス (パリ 1260) - 4. ノルマンディー (ルーアン 1499/1515) - 5. ラングドック (トゥールーズ 1443) - 7. ドーフィネ (グルノーブル 1453) - 12. ギュイエンヌとガスコーニュ (ボルドー 1462) - 13. ブルゴーニュ (ディジョン 1477) - 16. プロヴァンス (エクス＝アン＝プロヴァンス 1501) - 20. ブルターニュ (レンヌ、短期間 ナント, 1553) - 26. ベアルン (ポー 1620) - 27. アルザス (州都ストラスブール、最高評定院はコルマールに所在 1667) - 28. アルトワ (最高評定院アラス 1640) - 29. ルシヨン (最高評定院ペルピニャン 1660) - 30. フランドルとエノー (州都リール、高等法院は当初は トゥルネー、後にドゥエー 1686) - 31. フランシュ＝コンテ(ブザンソン 1676; 以前はドール (1422)) - 32. ロレーヌ (ナンシー 1776) - 37. サヴォイア (シャンベリ 1537-1559) - (未表示) ドンブ (トレヴー 1523-1771) - (未表示) コルス島 (最高評定院バスティア 1768) - (未表示) 三司教管区 (メス司教区 1633) - 注: 地図は高等法院の管轄地域を表していない。地図の国境は現代のもので、当時のフランス領土を表していない。この表の州は幾つかの歴史的州と郡部を含んでいる。 | Provinces of France                                                         |                                                                             |

## 司法的役割
高等法院は民事、刑事、行政の裁判権限を有し、終審裁判所となるが、他の行政諸院（会計法院、租税法院、貨幣法院）の管轄事件については上告が可能になっている。
最高責任者は国王の親任状をもって任命される法院長で、組織は大審議部、調査部、申請部から成っているが、地方高等法院によって部局の数や構成は異なる。
法院の司法官になるには弁護士の資格を取得して、売官制を通じて国王から官職を購入する。官職はポーレット税を国王に支払うことによって世襲が可能であり、新興ブルジョワ階層から新たな貴族が生まれ、彼らは中世以来の帯剣貴族に対して法服貴族と呼ばれた。
民事裁判では訴訟当事者たちは司法官にエピスを支払わねばならない。このため、裕福な者や縁故がある者以外の平民にとって民事裁判は縁遠いものだった。
刑事裁判の手続きは著しく古風なものだった。司法官は自白や共犯者の名前を引き出すために容疑者の拷問を命じることができ、通常の拷問である「通常尋問」とより残忍な「特別尋問」が存在した。容疑者が貧しい単なる平民の場合は、無罪の推定の概念はほとんどなかった。単なる窃盗を含む様々な犯罪に対して死刑が宣告でき、これは犯罪の種類と被害者の社会階層によった。処刑は貴族には斬首刑、平民には絞首刑が行われ、平民による凶悪犯罪には車裂きの刑、異端と無神論の擁護には火刑が執行された。王殺しの様な犯罪には、より残忍な処刑方法が執行される。
司法官による拷問や残忍な方法の処刑は1788年にルイ16世によって廃止されている。

## 政治的役割
理論上は高等法院は立法府ではなく裁判所である。しかしながら、高等法院には全ての勅令と法令を登録する責務があり、勅令は高等法院が登記して発効する（勅法登記権）。幾つかの特にパリ高等法院は次第に彼らが同意しない法令の登記を拒否するようになり、国王は親裁座を開催するか拘禁令状を出して強制するようになった。また、高等法院は国王に対して助言する権利と義務を有しており（建言権）、国王はその助言を重んじることになっているが必ずしも従う義務はない。
更に高等法院は治安維持や行政に関する指導権限を有し、管轄地域に適用される院判決を定めることができ、行政権と立法権も兼ね備えていた。
絶対主義の確立を進める王権に対して、貴族の諸特権（特に免税特権）を擁護する高等法院は国王としばしば対立している。
フランス革命直前の数年間、アンシャン・レジームでのブルジョワと貴族の諸特権の保護への高等法院の非常な関心はフランスにおける様々な改革（とりわけ税制改革）を阻害し、理論上は絶対王政を支える改革であっても抵抗した。
高等法院のこの行為がフランス革命以降、フランスの裁判所がフランス民法典第5条によって法律の制定と立法機関として活動することを禁じられ、権限を法律の解釈に限られた理由の一つである。ナポレオン法典以降、フランスは判例が普通法の国でほど強力ではない近代大陸法制度の起原であった。先例遵由の法理も、単一での最高裁判所もなく、裁判所の違憲審査権もないフランス法制度の弱さの原因は「司法官による統治」との敵対に起因している。